# Estadi Atanasio Girardot
L'Estadi Atanasio Girardot és un estadi de futbol de la ciutat de Medellín, Colòmbia.
És la seu dels clubs Atlético Nacional i Independiente Medellín, i té una capacitat per a 44.826 espectadors, el tercer més gran del país després de l'Estadi Deportivo Cali i l'Estadi Metropolitano Roberto Meléndez. El nom de l'estadi fa referència a Atanasio Girardot, un líder revolucionari colombià que va lluitar al costat de Simón Bolívar. Va ser inaugurat el 19 de març de 1953 amb un partit amistós entre una selecció d'Antioquia i el Club America. L'any 2021 fou remodelat amb motiu de la celebració de la Copa Amèrica de futbol de 2021, tot i que finalment la competició es traslladà al Brasil.